# Summa Ri
Summa Ri (také Summa Ri I nebo Savoia Kangri) je pobočný vrchol hory Skilbrum v Karákóramu na hranici mezi Pákistánem ovládaným územím Gilgit-Baltistán a autonomní oblastí Sin-ťiang v Čínské lidové republice. Summa Ri je vysoká 7 286 m n. m. (podle jiných zdrojů 7 263 m nebo 7 302 m). Vrchol leží 2,39 km severovýchodně od hory Skilbrum a 6,4 km severovýchodně od K2. Summa Ri je považována za jeden z nejvyšších  dosud nezlezených vrcholů.

## Prvovýstup
Na vrchol Summa Ri nebyl nikdy proveden výstup.